# 卡尔·詹姆斯·约瑟夫
卡尔·詹姆斯·约瑟夫（约1961年—）绰号“耶稣人”，是美国巡回传教士。约瑟夫于1991年辞去其公司职务后，开始在美国及全球各地徒步旅行。自2010年以来，他一直居住在圣地，并于2015年左右定居于耶路撒冷圣墓教堂。

## 早年生活
卡尔·詹姆斯·约瑟夫出生于1961年左右，父母分别是路易斯和贝蒂·约瑟夫。他出生在密歇根州底特律，并于童年时期搬到了托莱多。他就读于耶稣小学，在十二岁时他和哥哥受洗成为天主教徒。在圣约翰耶稣会高中就读三年后，约瑟夫于1978年从鲍舍尔高中毕业。一年后，他接受了坚振礼。

## 流浪生活
1991年，约瑟夫故开始了他的漂泊生活。他赤脚穿着白色长袍，开始在美国、墨西哥以及其他国家流浪。1999年，由于墨西哥官员对他的大批追随者感到担忧，因此他被驱逐出境。1999年8月29日，他因行为不检在俄亥俄州格林菲尔德被逮捕。他于1999年10月抵达宾夕法尼亚州的煤炭产区，《時代雜誌》对此进行了报道，并称他为“阿巴拉契亚的使徒”。约瑟夫于2010年迁居耶路撒冷，截至2025年，他在过去十年中大部分时间居住在耶路撒冷的圣墓教堂。2015年教宗方济各访问美国时，他前往了费城。
约瑟夫认为自己既是一名福音传道者，也是一名朝圣者，他只带着一本圣经、一串念珠和一把牙刷。他试图完全依靠天意生活。他的胡须浓密，头发飘逸，身着长袍，外貌被形容为“似耶稣”。然而约瑟夫明确表示，他并不意图装扮耶稣，也并未声称自己是耶稣。
2007年，一部关于约瑟夫的纪录片《耶稣人》上映。